# PalaMarrone
Il palazzetto dello sport "Mauro Marrone" (detto anche PalaMarrone) è un palazzetto dello sport situato a Pordenone. Il palasport è utilizzato dal Gruppo Sportivo Pordenone per la disputa delle partite casalinghe del club.

## Storia e progetto
Il Palazzetto fu concesso dal Comune di Pordenone nel 1966 allo Skating Club Pordenone nell'area dell'ex Fiera a pochi metri dalla prima pista utilizzata per l'hockey.
La pista, inaugurata dalle ragazze del pattinaggio artistico, apparve al factotum della squadra di hockey su pista Mirko Bulfoni una grande conquista. La struttura presentava non solo il problema della condivisione con altre attività sportive al coperto, ma soprattutto il fatto quello spazio doveva essere periodicamente riconvertito da giugno a settembre a spazio espositivo per la Fiera e per questo motivo prese il nome di Palazzetto dei Marmi (all'epoca comunemente ridotto a "Palamarmi").
Su questo spazio la squadra naoniana disputò quasi tutti i propri campionati dalla Serie C del 1966 alla Serie A1.
In quanto ormai superato per normative di ordine pubblico e posti a sedere, la regione Friuli Venezia Giulia stanziò 1 800 000 000 di lire per i necessari lavori di ammodernamento nel 1979, lavori che costrinsero il Pordenone a disputare parti delle stagioni sportive 1979-1980 e 1980-1981 sulla fredda e non riscaldata pista coperta di Cordenons nell'ex chiesa di San Pietro Apostolo in frazione Sclavons.
A ristrutturazione avvenuta, nel 1981 l'impianto fu di nuovo utilizzato per le gare interne del campionato di Serie A 1981-1982.
L'impianto fu dedicato nel 2002 all'ex hockeista, allenatore del G.S. Hockey Pordenone ed allenatore della squadra femminile della Latus Rollen Pordenone (campione d'Italia 1986-1987, 1988-1989 e 1989-1990), Mauro Marrone, deceduto prematuramente martedì 5 novembre 1996..